# Bob Inglis (cestista)
Robert Kerr Inglis, detto Bob (23 gennaio 1939), è un ex cestista canadese.

## Carriera
Con il Canada ha disputato i Campionati mondiali del 1963 e due edizioni dei Giochi panamericani (1963, 1967).